# Medycyna

Laska Eskulapa stanowiąca symbol medycyny

Medycyna (łac. medicina „sztuka lekarska”) – nauka empiryczna (oparta na doświadczeniu) obejmująca całość wiedzy o zdrowiu i chorobach człowieka oraz sposobach ich zapobiegania, oraz ich leczenia. Za prekursora medycyny starożytnej uważa się Hipokratesa, a nowożytnej Paracelsusa. W czasach najnowszych wprowadza się zasady medycyny opartej na faktach.
W Polsce w 2011 r. medycyna klasyfikowana była jako jedna z trzech dyscyplin naukowych w dziedzinie nauk medycznych, obok biologii medycznej i stomatologii.

## Nauki podstawowe medycyny
- Anatomia
- Biochemia
- Biofizyka
- Biologia medyczna
- Embriologia
- Fizjologia
- Histologia
- Immunologia

## Dziedziny medycyny (odpowiedniki specjalizacji lekarskich)
- Alergologia
- Andrologia i Urologia

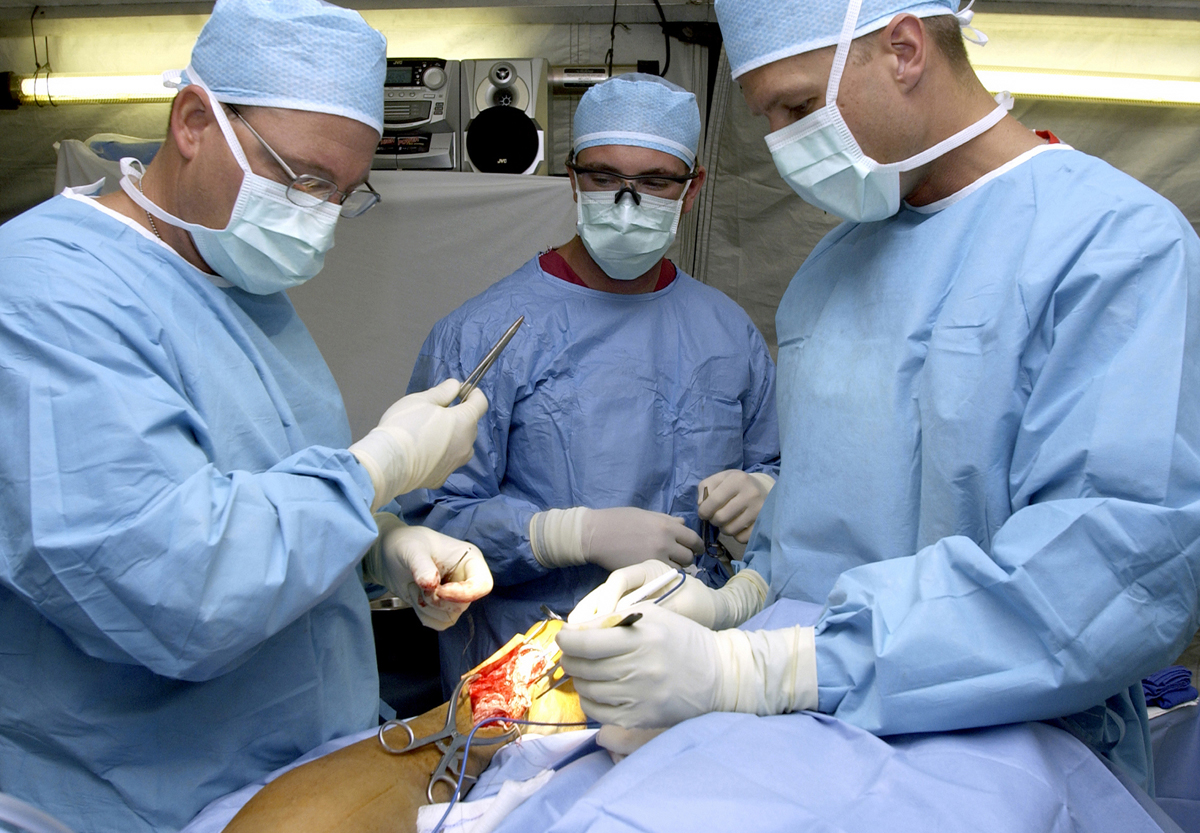
Chirurdzy na sali operacyjnej

- Anestezjologia i Intensywna terapia
- Balneologia
- Bariatria
- Chirurgia
  - dziecięca
  - klatki piersiowej (Torakochirurgia)
  - naczyniowa
  - ogólna
  - onkologiczna
  - plastyczna (kosmetyczna, estetyczna)
  - refrakcyjna
  - sercowo-naczyniowa (Kardiochirurgia)
  - stomatologiczna
  - szczękowo-twarzowa
  - układu nerwowego (Neurochirurgia)
    - Neurotraumatologia

  - urazowa (Traumatologia) i Ortopedia
  - Przeszczepianie narządów (Transplantacja, Transplantologia)
- Choroby Zakaźne
- Dermatologia i Wenerologia
  - Kosmetologia
- Diabetologia
- Endokrynologia
- Epidemiologia
- Farmakologia
  - Farmakologia kliniczna
  - Farmakodynamika
  - Toksykologia
    - Toksykologia kliniczna
- Gastroenterologia (pot. Gastrologia)
- Ginekologia i Położnictwo
- Hematologia
  - Immunologia
    - Serologia

  - Transfuzjologia
- Hipertensjologia
- Interna (wł. Choroby wewnętrzne)
  - Angiologia
  - Geriatria
  - Nefrologia
- Kardiologia
  - Kardiologia dziecięca
- Kontaktologia
- Neonatologia i Pediatria
- Neurologia
  - Neurologia dziecięca
  - Epileptologia
- Okulistyka (Oftalmologia)
  - Strabologia
- Onkologia
  - Onkologia kliniczna
  - Onkologia laryngologiczna
  - Radioterapia
- Otorynolaryngologia (pot. Otolaryngologia, Laryngologia)
  - Otorynolaryngologia dziecięca
  - Otologia (Otiatria)
  - Rynologia
  - Audiologia
  - Foniatria
- Patologia
- Psychiatria
  - Psychiatria wieku rozwojowego
  - Suicydologia – dziedzina nauki, a nie specjalność medyczna
- Pulmonologia (Pneumonologia)
  - Ftyzjatria
- Radiologia
- Rehabilitacja
- Reumatologia
- Seksuologia
- Stomatologia (Dentystyka)
  - Pedodoncja (Stomatologia dziecięca)
  - Ortodoncja
  - Stomatologia zachowawcza i Endodoncja
  - Periodontologia (pot. Parodontologia)
  - Protetyka stomatologiczna
- Weterynaria
- Zdrowie publiczne

## Rodzaje medycyny
- estetyczna
- fizykalna
- kolejowa
- kosmiczna
- laboratoryjna
- lotnicza
- manualna
- morska
- nuklearna
- ogólna
- paliatywna
- podróży i turystyki
- pracy
- prenatalna
- przemysłowa
- psychosomatyczna
- ratunkowa
- regeneracyjna
- rodzinna
- sądowa
- sportowa
- szkolna
- transportu
- transportu drogowego
- tropikalna
- ubezpieczeniowa
- weterynaryjna
- wojskowa

## Jakość badań
W 2010 roku przeanalizowano 49 badań medycznych z lat 1990–2003, które były cytowane ponad 1000 razy. Według 45 eksperymentów badana terapia była skuteczna. Spośród nich 16% badań zostało obalonych, kolejne 16% – błędnie zawyżyło skuteczność badanej terapii, a 24% nie doczekało się weryfikacji.